# Facultad de Humanidades (Universidad Autónoma de Baja California)
La Facultad de Humanidades forma parte de la Universidad Autónoma de Baja California (UABC) y cuenta con licenciaturas y posgrados. Se encuentra dentro de las instalaciones del Campus Mexicali y Ensenada y cuenta con espacios apropiados para taller de radio y televisión, dado que entre otras carreras, ofrece la Licenciatura en Comunicación.

## Historia
La Escuela de Humanidades (como se le denominaba anteriormente, ya que no ofrecía posgrados) comenzó a funcionar en el mes de agosto de 1986 en las instalaciones de la Escuela Preparatoria de la UABC, ubicada en la colonia Juárez, en Tijuana. En aquel entonces sólo contaba con cuatro carreras o licenciaturas: Lengua y Literatura de Hispanoamérica, Lengua y Literatura Inglesas (la cual ya no se imparte), Filosofía e Historia. Desde sus inicios ha sido el escenario en el cual se han presentado importantes figuras del mundo intelectual, tales como académicos y escritores reconocidos, tanto mexicanos como extranjeros.[cita requerida]
En la primera mitad del año 1991 fue incluida la Licenciatura en Comunicación, mientras que en la segunda mitad del año 1992, la Licenciatura en Lengua y Literatura Inglesas dejó de tener aspirantes de nuevo ingreso, razón por la cual fue suprimida. Ese mismo año, la Escuela de Humanidades fue trasladada al campus universitario de Otay, donde se encuentra ubicada hasta la actualidad.
El 8 de octubre del 2009, deja de ser Escuela de Humanidades y se convierte en Facultad, al poder ofrecer posgrados como la Maestría en Comunicación, así como la Maestría y el Doctorado en Historia.

## Carreras que ofrece actualmente
- Licenciatura en Comunicación (enlace roto disponible en Internet Archive; véase el historial, la primera versión y la última).
- Licenciatura en Pedagogía (enlace roto disponible en Internet Archive; véase el historial, la primera versión y la última).
- Licenciatura en Sociología (enlace roto disponible en Internet Archive; véase el historial, la primera versión y la última).
- Licenciatura en Filosofía (enlace roto disponible en Internet Archive; véase el historial, la primera versión y la última).
- Licenciatura en Historia (enlace roto disponible en Internet Archive; véase el historial, la primera versión y la última).
- Licenciatura en Lengua y Literatura de Hispanoamérica Archivado el 17 de julio de 2020 en Wayback Machine.
- Maestría en Comunicación (enlace roto disponible en Internet Archive; véase el historial, la primera versión y la última).
- Maestría en Historia (enlace roto disponible en Internet Archive; véase el historial, la primera versión y la última).
- Doctorado en Historia (enlace roto disponible en Internet Archive; véase el historial, la primera versión y la última).